# Avishoved
Et avishoved er en avis' navn i den opsætning, det optræder med på forsiden af avisen. Der er gerne anvendt en særlig, dekorativ skrift, på mange aviser en gammel skrift. Navnet kan være kombineret med en figur, f.eks. et våben. Avishovedet er let at genkende og udskiftes sjældent.